# Sisca Folkertsma
Sisca Folkertsma, née le 21 mai 1997 à Sloten, est une footballeuse internationale néerlandaise évoluant au poste de milieu de terrain.
Elle fait partie de la sélection néerlandaise qui a remporté l'Euro 2017 à domicile.

## Biographie

### Carrière en club
Sisca Folkertsma commence sa carrière footballistique au SC Heerenveen lors de la saison 2012-2013. Jusqu'en 2015, elle évolue ainsi en BeNe League, un championnat belgo-néerlandais. Alors qu'elle inscrit un seul but en 14 apparitions lors de sa première saison, dès la seconde, elle s'impose dans l'équipe avec 22 rencontres et 7 buts, et confirme la saison suivante (24 matches, 6 buts).
En 2015, elle s'engage au PSV Eindhoven et dispute deux saisons pleines (48 matches, 10 buts) au sein du championnat néerlandais. En 2017, elle signe à l'Ajax et au cours de son unique saison à Amsterdam gagne ses premiers trophées avec le championnat et la Coupe en 2018. 
La saison suivante, elle rejoint le FC Twente, club le plus titré des Pays-Bas. Elle gagne deux nouveaux titres de championne en 2019 et 2021.
En juin 2021, elle rejoint la France en signant aux Girondins de Bordeaux, évoluant en D1.

### Carrière internationale
Après un titre de championnat d'Europe 2014 en U19, Sisca Folkertsma effectue sa première sélection en équipe nationale en 2016. L'année suivante, elle remporte l'Euro avec les Pays-Bas, mais ne joue aucun match.

## Palmarès

### En club
Ajax Amsterdam
- Championne des Pays-Bas en 2018
- Vainqueur de la Coupe des Pays-Bas en 2018

 FC Twente
- Championne des Pays-Bas (2) en 2019 et 2021.

### En sélection
- Championne d'Europe U19 2014
- Championne d'Europe 2017 (sans jouer) avec les  Pays-Bas

## Statistiques
| Saison                | Club                  | Championnat           | Championnat | Championnat | Coupe(s) nationale(s) | Coupe(s) nationale(s) | Compétition(s) continentale(s) | Compétition(s) continentale(s) | Compétition(s) continentale(s) | Total | Total |
| Saison                | Club                  | Division              | M.          | B.          | M.                    | B.                    | Comp.                          | M.                             | B.                             | M.    | B.    |
| 2012-2013             | SC Heerenveen         | BeNe League           | 14          | 1           |                       |                       | -                              | -                              | -                              | 14    | 1     |
| 2013-2014             | SC Heerenveen         | BeNe League           | 22          | 7           |                       |                       | -                              | -                              | -                              | 22    | 7     |
| 2014-2015             | SC Heerenveen         | BeNe League           | 24          | 6           |                       |                       | -                              | -                              | -                              | 24    | 6     |
| Sous-total            | Sous-total            | Sous-total            | 80          | 14          |                       |                       | -                              | -                              | -                              | 80    | 14    |
| 2015-2016             | PSV Eindhoven         | Eredivisie            | 21          | 5           |                       |                       | -                              | -                              | -                              | 21    | 5     |
| 2016-2017             | PSV Eindhoven         | Eredivisie            | 27          | 5           |                       |                       | -                              | -                              | -                              | 27    | 5     |
| Sous-total            | Sous-total            | Sous-total            | 48          | 10          |                       |                       | -                              | -                              | -                              | 48    | 10    |
| 2017-2018             | Ajax Amsterdam        | Eredivisie            | 13          | 1           |                       |                       | WCL                            | 5                              | 0                              | 18    | 1     |
| Sous-total            | Sous-total            | Sous-total            | 13          | 1           |                       |                       | -                              | 5                              | 0                              | 18    | 1     |
| 2018-2019             | FC Twente             | Eredivisie            | 20          | 3           |                       |                       | -                              | -                              | -                              | 20    | 3     |
| 2019-2020             | FC Twente             | Eredivisie            | 2           | 0           |                       |                       | -                              | -                              | -                              | 2     | 0     |
| 2020-2021             | FC Twente             | Eredivisie            | 17          | 0           | 2+5                   | 0+2                   | -                              | -                              | -                              | 24    | 2     |
| Sous-total            | Sous-total            | Sous-total            | 39          | 3           | 7                     | 2                     | -                              | -                              | -                              | 46    | 5     |
| Total sur la carrière | Total sur la carrière | Total sur la carrière | 180         | 28          | 7                     | 2                     | -                              | 5                              | 0                              | 192   | 30    |